# Diego Maurício
Diego Maurício Machado de Brito, mais conhecido simplesmente como Diego Maurício (Rio de Janeiro, 25 de junho de 1991) é um futebolista brasileiro que atua como atacante. Atualmente joga pelo Odisha.
Diego Maurício também é conhecido como Drogbinha, apelido dado por torcedores do Flamengo por sua semelhança física com Didier Drogba.

## Carreira

### Flamengo
Em 2010, o jogador subiu das categorias de base promovido por Rogério Lourenço e logo na sua primeira partida contra o Grêmio Barueri, sofreu o pênalti do jogo. Seu primeiro gol saiu numa partida contra o Avaí no qual ele recebeu um passe de Léo Moura e fez o gol do empate com um gol para cada time. Admirado pelo então técnico Vanderlei Luxemburgo, o jogador passou a ganhar mais chances na reta final do Campeonato Brasileiro de 2010 e fez partidas importantes ajudando o Flamengo a escapar do rebaixamento.
Em 2011, Diego recebeu chances do técnico Vanderlei Luxemburgo devido a má fase do titular Deivid mas não correspondeu e passou a ser considerado reserva de ouro. O Flamengo recusou uma oferta de R$ 11,5 milhões (€ 5 milhões) do Shakhtar Donetsk da Ucrânia pelo atacante.
Já em 2012, Diego recebeu novas chances com o técnico Joel Santana, sendo titular em várias partidas do Campeonato Brasileiro de 2012 daquele ano, mas novamente sem impressionar, acabou voltando para a reserva.
Ao todo, disputou 79 partidas pelo clube e marcou 8 vezes.

### Alania Vladikavkaz
Foi contratado pelo FC Alania Vladikavkaz, da Rússia, em 14 de agosto de 2012, por 2,8 milhões de euros.  A passagem foi curta, com apenas 12 jogos disputados.

### Sport
Foi emprestado ao Sport pelo FC Alania Vladikavkaz em 19 de julho de 2013, com um contrato que irá durar até o fim do ano.

### Vitória de Setúbal
Em julho de 2014, foi apresentado no Vitória de Setúbal, após ter rescindido com o clube russo.

### Bragantino
Em janeiro de 2015, Diego Maurício rescindiu contrato com o clube português e acertou com o Bragantino até o final do ano.
Shijiazhuang Ever Brigth
Em fevereiro de 2016, Diego Maurício foi anunciado pelo Shijiazhuang Ever Brigth, emprestado pelo Bragantino. O jogador admitiu que recebeu no início desse ano propostas de um rival de seu ex-clube Flamengo.

### Gangwon FC
No início de 2017, Diego se muda para o futebol coreano, indo jogar no Gangwon Football Club.
Em sua primeira temporada do futebol coreano, marcou 13 gols em 36 partidas disputadas pela equipe que terminou o Campeonato Coreano na sexta colocação.
Em suas duas temporadas pelo clube, consegue disputar 71 jogos e marcar em 55 oportunidades o que acabou chamando a atenção de clubes europeus como OG Nice e o Cagliari que chegaram a sondar o atleta, Tite também começou a observar o atleta, com uma declaração de que era um jogador “pouco valorizado” pelo seu bom desempenho, fazendo comparação a Taison. Na temporada de 2018 perde espaço e não repete uma temporada tão positiva quanto a de 2017. Pelo Gangwon, utilizou a camisa número 10 e faixa.
No clube, foram 71 jogos e 20 gols marcados.

### Busan IPark
Já na temporada de 2019, Diego busca mais espaço indo para o Busan IPark Football Club, da Segunda Divisão do futebol coreano. 

### CSA
No dia 6 de janeiro de 2020, foi anunciado pelo CSA, de Alagoas, para a temporada de 2020, retornando ao futebol brasileiro após 4 anos.

## Seleção Brasileira

### Sub-20
Em 30 de novembro de 2010, foi convocado pelo treinador da Seleção Brasileira Sub-20 Ney Franco, para a disputa do Campeonato Sul-Americano Sub-20.
Em 1 de fevereiro de 2011, marcou seu primeiro gol com a camisa da Seleção Sub-20. E junto com o Neymar, Lucas, Rafael Galhardo, entre tantos outros levaram o Brasil ao título do Campeonato Sul-Americano Sub-20, ganhando a vaga para as Olimpíadas de Londres 2012.

## Estatísticas
Até 17 de abril de 2016.

### Clubes
| Clube                    | Temporada         | Campeonato nacional | Campeonato nacional | Campeonato nacional | Copa nacional[a] | Copa nacional[a] | Copa nacional[a] | Competições continentais[b] | Competições continentais[b] | Competições continentais[b] | Outros torneios[c] | Outros torneios[c] | Outros torneios[c] | Total | Total | Total   |
| Clube                    | Temporada         | Jogos               | Gols                | Assist.             | Jogos            | Gols             | Assist.          | Jogos                       | Gols                        | Assist.                     | Jogos              | Gols               | Assist.            | Jogos | Gols  | Assist. |
| ------------------------ | ----------------- | ------------------- | ------------------- | ------------------- | ---------------- | ---------------- | ---------------- | --------------------------- | --------------------------- | --------------------------- | ------------------ | ------------------ | ------------------ | ----- | ----- | ------- |
| Flamengo                 | 2010              | 29                  | 5                   | 4                   | —                | —                | —                | —                           | —                           | —                           | —                  | —                  | —                  | 29    | 5     | 4       |
| Flamengo                 | 2011              | 21                  | 1                   | 3                   | 4                | 1                | 0                | 2                           | 0                           | 0                           | 9                  | 1                  | 1                  | 36    | 3     | 4       |
| Flamengo                 | 2012              | 5                   | 0                   | 0                   | —                | —                | —                | —                           | —                           | —                           | 9                  | 0                  | 1                  | 14    | 0     | 1       |
| Flamengo                 | Total             | 55                  | 6                   | 7                   | 4                | 1                | 0                | 2                           | 0                           | 0                           | 18                 | 1                  | 2                  | 79    | 8     | 9       |
| Alania Vladikavkaz       | 2012-13           | 12                  | 0                   | 2                   | 1                | 0                | 0                | —                           | —                           | —                           | —                  | —                  | —                  | 13    | 0     | 2       |
| Alania Vladikavkaz       | Total             | 12                  | 0                   | 2                   | 1                | 0                | 0                | 0                           | 0                           | 0                           | 0                  | 0                  | 0                  | 13    | 0     | 2       |
| Sport                    | 2013              | 5                   | 0                   | 0                   | —                | —                | —                | 1                           | 0                           | 0                           | —                  | —                  | —                  | 6     | 0     | 0       |
| Sport                    | Total             | 5                   | 0                   | 0                   | 0                | 0                | 0                | 1                           | 0                           | 0                           | 0                  | 0                  | 0                  | 6     | 0     | 0       |
| Vitória de Setúbal       | 2014-15           | 4                   | 0                   | 1                   | 1                | 0                | 0                | —                           | —                           | —                           | —                  | —                  | —                  | 5     | 0     | 1       |
| Vitória de Setúbal       | Total             | 4                   | 0                   | 1                   | 1                | 0                | 0                | 0                           | 0                           | 0                           | 0                  | 0                  | 0                  | 5     | 0     | 1       |
| Bragantino               | 2015              | 13                  | 2                   | 1                   | 2                | 0                | 0                | —                           | —                           | —                           | 13                 | 4                  | 0                  | 28    | 6     | 1       |
| Bragantino               | Total             | 13                  | 2                   | 1                   | 2                | 0                | 0                | 0                           | 0                           | 0                           | 13                 | 4                  | 0                  | 28    | 6     | 1       |
| Al-Qadisiyah             | 2015-16           | 5                   | 0                   | 1                   | —                | —                | —                | —                           | —                           | —                           | —                  | —                  | —                  | 5     | 0     | 1       |
| Al-Qadisiyah             | Total             | 5                   | 0                   | 1                   | 0                | 0                | 0                | 0                           | 0                           | 0                           | 0                  | 0                  | 0                  | 5     | 0     | 1       |
| Shijiazhuang Ever Bright | 2016              | 4                   | 1                   | 0                   | —                | —                | —                | —                           | —                           | —                           | —                  | —                  | —                  | 4     | 1     | 0       |
| Shijiazhuang Ever Bright | Total             | 4                   | 1                   | 0                   | 0                | 0                | 0                | 0                           | 0                           | 0                           | 0                  | 0                  | 0                  | 4     | 1     | 0       |
| Total na carreira        | Total na carreira | 98                  | 9                   | 12                  | 8                | 1                | 0                | 3                           | 0                           | 0                           | 31                 | 5                  | 2                  | 140   | 15    | 14      |

- a. ^ Jogos da Copa do Brasil
- b. ^ Jogos da Copa Sul-Americana
- c. ^ Jogos do Campeonato Carioca e Jogos Amistoso

## Títulos
Flamengo
- Campeonato Carioca: 2011
- Taça Guanabara: 2011
- Taça Rio: 2011

Seleção Brasileira Sub-20
- Sul-Americano Sub-20: 2011

Odisha
- Super Copa da Índia: 2023[17]